# Do-re-mi-fa-sol-la-si-do/A nanna, bambini
Do-re-mi-fa-sol-la-si-do/A nanna, bambini è un singolo di Natalino Otto del nel 1945, accompagnato dall'Orchestra di Luciano Zuccheri.

## I brani
La musica di Do-re-mi-fa-sol-la-si-do è di Eros Valladi, pseudonimo del maestro Eraldo Francesco Raviolo, mentre il testo è di Idalgo Franchini.

## Tracce

### Lato A
1. Do-re-mi-fa-sol-la-si-do (testo: Idalgo Franchini – musica: Eros Valladi)

### Lato B
1. A nanna, bambini (testo: Gian Carlo Testoni – musica: Cosimo Di Ceglie)